# Verkehrsstärke
Die Verkehrsstärke (auch Verkehrsmenge) ist eine Kennzahl in der Verkehrsplanung und gibt den Fahrzeugdurchsatz pro Zeitspanne wieder. Sie dient damit der Beurteilung von Qualität, Leistungsfähigkeit und Sicherheit eines Verkehrsablaufs und stellt die Grundlage für eine verkehrstechnische Dimensionierung beim Straßenentwurf dar. Zusammen mit anderen Kenngrößen, wie Verkehrsdichte oder Fahrgeschwindigkeit, lässt sich ein Fundamentaldiagramm des Verkehrsflusses erstellen.
Auch wenn sich die Verkehrsstärke in den allermeisten Anwendungsfällen ausschließlich auf den Kfz-Verkehr bezieht und andere Verkehrsarten ausblendet, wird dies in vielen Fällen fälschlicherweise nicht kenntlich gemacht.

## Definition
Als Verkehrsstärke bezeichnet man die Anzahl der Verkehrselemente eines Verkehrsstromes je Zeitspanne an einem Querschnitt (lokale Beobachtung). Man spricht in diesem Fall auch von der Stärke eines Verkehrsstroms.
{\displaystyle q={\frac {\Delta M}{\Delta t}}}
| {\displaystyle q}              | Verkehrsstärke (beispielsweise Fahrzeuge pro Stunde, auch Fahrzeugdurchsatz genannt) |
| {\displaystyle \Delta M\quad } | Anzahl der Verkehrselemente (beispielsweise Fahrzeuge) in der gewählten Zeitspanne   |
| {\displaystyle \Delta t}       | Zeitspanne (beispielsweise Stunde)                                                   |

## Bemessungsverkehrsstärke
Bei der oben genannten Definition kann die Zeitspanne zur Ermittlung des DTV-Werts (durchschnittliche tägliche Verkehrsstärke), grundsätzlich beliebig gewählt werden. Je kürzer der betrachtete Zeitraum, desto mehr ist er anfällig für Schwankungen und Spitzenwerte und umso weniger repräsentativ ist er. Bemessungsverkehrsstärken werden entweder über eine automatische Erhebung (Dauerzählstellen mit Jahresauswertung) oder mithilfe von Kurzzeitzählungen ermittelt. Bei Kurzzeitzählungen wird an einigen möglichst repräsentativen Werktagen (z. B. mindestens 5 Tage von Ferien und Feiertagen entfernt) eine Zählung von 15 bis 19 Uhr durchgeführt. Mit bekannten Faktoren aus statistischen Erhebungen der Dauerzählstellen wird dieser Wert dann hochgerechnet um Bemessungsverkehrsstärken anzugeben.
Für die verkehrstechnische Bemessung (beispielsweise eines Straßenquerschnittes) sind eine Zeitspanne von einer Stunde (maßgebende stündliche Verkehrsstärke, kurz MSV), einem Tag (durchschnittliche tägliche Verkehrsstärke, kurz DTV) oder werktags (Mo–Fr, durchschnittlicher täglicher Verkehr an Werktagen, kurz DTVw) zu verwenden.
Bei einer Kurzzeitzählungen im Umfang der 4 Stunden von 15 Uhr bis 19 Uhr wird etwa ein Drittel der durchschnittlichen täglichen Verkehrsstärke (DTV in Kfz/24 h) und die dreifache Menge der MSV (Kfz/Spitzenstunde) ermittelt. DTV ist also etwa 10-mal so groß wie MSV.

## Beispiele
Der Ontario Highway 401 in Kanada im Großraum Toronto zählt zu den meistbefahrenen Straßen der Welt, auf der bis zu 20 Fahrstreifen breiten Route verkehren zwischen 400.000 und 500.000 Kfz/24h
Die Interstate 405 im US-Bundesstaat Kalifornien ist die meistbefahrene Straße der Vereinigten Staaten mit etwa 390.000 Kfz/24h.
Die TF-1, von San Miguel nach Los Cristianos, gehört mit 87.000 Kfz/24h zu den Straßen mit der höchsten Verkehrsdichte in Spanien.
Die Dronning Louises Bro ist eine Brücke in Kopenhagen und mit einer Radverkehrsstärke von über 41.900 Radfahrenden/24 h (Stand 2018) ist sie eine der verkehrsreichsten Radverkehrsachsen auf der Welt.

### Deutschland
Alle fünf Jahre zählt die Bundesanstalt für Straßenwesen die Verkehrsdichte aller deutschen Abschnitte der Autobahnen und Bundesstraßen. Die Ergebnisse der Autobahnen von 2015 reichen von 2.000 Kfz/24h auf der BAB 281 zwischen Bremen-Seehausen und Bremen-Strom bis zu 171.000 Kfz/24h auf dem Kölner Ring, BAB 3 zwischen Köln-Ost und dem Dreieck Köln-Heumar.
Etwa 1750 Dauerzählstellen werden in Deutschland auf Fernverkehrsstraßen von der Bundesanstalt für Straßenwesen betrieben. Deren Daten sind online abrufbar.
Die Deutschland-weit höchste Verkehrsstärke im Jahr 2017 wurde
mit durchschnittlich 157.472 Kfz/24h
(auf insgesamt 8 Fahrstreifen, 4 pro Richtung) ermittelt
auf der BAB 5 an der Zählstelle 6923
zwischen den Autobahn-Anschlussstellen 21 Frankfurt am Main-Niederrad und 22 Frankfurt am Main-Flughafen-Nord (B43).
Auf der BAB 1 östlich und westlich des Autobahndreiecks Hamburg-Südost wird eine DTVw von 104.000 bzw. 118.000 Kfz/24h festgestellt, wobei in der verkehrsreichsten Zeit morgens zwischen 7 und 9 Uhr Stundenwerte von unter 9000 Kfz/h ermittelt wurden, zwischen 0 Uhr und 4 Uhr etwa 1000 Kfz/h.
Auf den letzten Metern der Bundesautobahn BAB 215 zwischen Kiel-Mitte und Kiel-Westring liegt die durchschnittliche werktägliche Verkehrsstärke bei 65.000 Kfz/24h DTVw (beide Richtungen zusammen). Diese lag ca. 12 % über der durchschnittlichen Verkehrsstärke innerhalb der Ferienzeit (DTVu). Die beiden verkehrsärmsten Tage waren mit großem Abstand der Neujahrstag mit nur 20.000 Kfz/24h und Silvester mit nur 30.000 Kfz/24h. Nur an Sonntagen und Feiertagen in Dezember/Januar/Februar gab es weniger als 40.000 Kfz/24h und nur während der Kieler Woche mehr als 80.000 Kfz/24h. An allen bisher nicht explizit erwähnten Tagen lag der Verkehr bei 40.000 bis 80.000 Kfz/24h.
Auf der Bundesstraße 76 in Kiel fahren zwischen Winterbeker Weg, südöstlich der BAB 215, und Hamburger Chaussee, westlich der Bundesstraße 404 an einem Werktag im Durchschnitt in 24 Stunden je Richtung 50.000 Kraftfahrzeuge, das ist ein DTVw 100.000 Kfz/24h. (Stand 2013)
Im Zentrum von Kiel an der Südseite des Exerzierplatzes westlich Ziegelteich wurde 2011 ein DTV von 20.000 Kfz/24h ermittelt, aufgeschlüsselt in Tagesverkehr (6–22 Uhr) von 19.000 Kfz/16h und Nachtverkehr (22-6 Uhr) von 1.000 Kfz/8h. Ferner der tägliche Schwerverkehr mit einem zulässigen Gesamtgewicht zGG > 2,8 t (Lfw, Lkw, Last-/Sattelzüge, Busse) von 1.300 Kfz/24h. Die Stundenwerte lagen von 06:30 Uhr bis 18:30 Uhr zwischen 1600 und 2200 Kfz/h.
Am Ende der BAB 215 in Kiel ist eine Kreuzung mit Ampeln, deren Programm 80 Sekunden dauert. An dieser Kreuzung fahren in Richtung A215 34.000 Kfz/24h und in der Spitzenstunde (16–17 Uhr) bis zu 2900 Kfz/h, in Richtung Westring Nord 16.000 Kfz/24h, bis zu 1400 Kfz/h, Schützenwall 27.000 Kfz/24h, bis zu 2200 Kfz/h, Westring Süd 31.000 Kfz/24h, bis zu 2.600 Kfz/h. Das macht summiert bis zu 9100 Kfz/h auf dieser Kreuzung.

### Schienenverkehr
Mit täglich rund 2028 Zügen ist die Eisenbahnstrecke zwischen Zürich HB und Zürich Langstrasse die am dichtesten befahrene der Schweiz.

### Schiffsverkehr auf künstlichen Wasserstraßen
Die Spitzenreiter sind:
- Nord-Ostsee-Kanal: Mit 32.000 Schiffen/Jahr die meist befahrene künstliche Wasserstraße der Welt, 100 Kilometer, 74 Millionen Tonnen Ladung im Jahr 2020.
- Suezkanal, 19.000 Schiffe/Jahr, Einsparung etwa eine Woche
- Panamakanal, 15.000 Schiffe/Jahr (2011), 83 Kilometer, 13.000 Schiffe/Jahr, Einsparung etwa drei Wochen